# Francesco Gullino
Francesco Gullino (31 de maig de 1945 – 15 d'agost de 2021) va ser un danès d'origen italià assenyalat el juny de 2005 per The Times com el principal sospitós de l'assassinat del dissident búlgar Georgi Markov el 1978 amb el mètode del "paraigua búlgar". Va néixer a Bra, al Piemont, Itàlia, i era conegut amb el nom en clau de "Piccadilly".
Segons el periodista búlgar Hristo Hristov, Gullino era un contrabandista ocasional arrestat dues vegades a Bulgària i que va haver de triar entre anar a la presó o convertir-se en agent secret a Occident. Establert a Copenhaguen sota la cobertura de comerciant d'art, suposadament va estar actiu fins al 1990 i va rebre dues medalles de l'Estat búlgar "pels seus serveis a la seguretat i l'ordre públic". Va ser detingut breument el 1993 i interrogat per les policies britànica i danesa a Copenhaguen i, segons Hristov, després va desaparèixer de la vida pública. Tot i que Gullino va admetre haver estat a Londres quan Markov va ser assassinat, sempre va negar qualsevol implicació.
Un documental britànic, The Umbrella Assassin (2006), va entrevistar persones relacionades amb el cas a Bulgària, el Regne Unit i els Estats Units, i va revelar que Gullino estava viu i en bon estat de salut.
El març de 2023, la Corporació Danesa de Radiodifusió (DR) va publicar una sèrie documental de tres capítols sobre la vida de Gullino i les seves activitats d'espionatge. La sèrie va posar especial atenció en un interrogatori entre Gullino i els detectius de Scotland Yard Christopher Bird i David Kemp, que va tenir lloc el 1993. Durant l'interrogatori, Gullino va admetre tenir vincles amb l'Estat búlgar. L'equip darrere de la sèrie va localitzar i entrevistar Gullino el juny de 2021. En l'entrevista, Gullino va negar totes les acusacions en contra seva.
Poc després de ser confrontat, va ser trobat mort al seu apartament a Wels, a l'Alta Àustria, l'agost de 2021.